# Макнис, Луис
Луис Макнис (англ. Frederick Louis MacNeice, 12 сентября 1907, Белфаст — 3 сентября 1963, Лондон) — английский (ирландский) поэт, прозаик, драматург, писал на английском языке.

## Биография
Сын протестантского священника и школьной учительницы. Его мать умерла, когда он был ещё ребёнком. В 1917 году отец вновь женился — Луис и его сестра были отправлены в подготовительную школу, их брат, страдавший болезнью Дауна, был помещен в клинику.
Учился в Оксфорде.
В 1930-х годах входил в кружок левых литераторов, группировавшихся вокруг Уистена Хью Одена (Кристофер Ишервуд, Стивен Спендер, Сесил Дей-Льюис и др.), Рой Кемпбелл дал им акронимическое название MacSpaunday (MACNeice, SPender, AUdeN, DAY-Lewis).
Во время Второй мировой войны работал на BBC.
Застигнутый грозой, простудился и умер от пневмонии.
Орден Британской империи (1958).
Повлиял на творчество Шеймаса Хини, Майкла Лонгли, Пола Малдуна, Дерека Махуна.

## Публикации

### Стихотворения
- Blind Fireworks (1929)
- Poems (1935)
- Letters from Iceland (1937, в соавторстве с У. Х. Оденом)
- The Earth Compels (1938)
- Autumn Journal (1939)
- The Last Ditch (1940)
- Plant and Phantom (1941)
- Springboard (1944)
- Holes in the Sky (1948)
- Collected Poems, 1925—1948 (1949)
- Ten Burnt Offerings (1952)
- Autumn Sequel (1954)
- Visitations (1957)
- Solstices (1961)
- The Burning Perch (1963)
- «Star-gazer» (1963)
- Selected Poems (1964, edited by W. H. Auden)
- Collected Poems (1966, edited by E. R. Dodds)
- Selected Poems (1988, edited by Michael Longley)

### Пьесы
- The Agamemnon of Aeschylus (1936)
- Out of the Picture (1937)
- Christopher Columbus (1944, радиодрама)
- «He Had a Date» (1944, радиодрама)
- The Dark Tower and other radio scripts (1947)
- Goethe’s Faust (1949, опубл. 1951)
- The Mad Islands [1962], The Administrator [1961] (1964, радиопьесы)
- Persons from Porlock [1963] and other plays for radio (1969)
- One for the Grave: a modern morality play (опубл. 1968)
- Selected Plays of Louis MacNeice, ed. Alan Heuser and Peter McDonald (1993)

### Эссе
- I Crossed the Minch (1938, путевые записки)
- Modern Poetry: a personal essay (1938, литературно-критическое эссе)
- Zoo (1938)
- The Poetry of W. B. Yeats (1941)
- The Strings Are False (1941, автобиография)
- Meet the US Army (1943)
- Astrology (1964)
- Varieties of Parable (1965, литературно-критические эссе)
- Selected Prose of Louis MacNeice, ed. Alan Heuser (1990)

### На русском языке
- Тёмная Башня: [радиопьеса] / Пер. М. Н. Шишлиной // Тёмная башня: Радиопьесы Великобритании и Ирландии. М.: Искусство, 1990. С. 15-44.
- [Стихотворения]/ Пер. П.Грушко, Викт. Топорова// Английская поэзия в русских переводах. XX век. М.: Радуга, 1984, с. 380—383
- Переводы Антона Нестерова
- Переводы Антона Нестерова и Григория Стариковского

Луис МакНис. Стихотворения / Перевод А. Сергеева // Поэзия Ирландии. М.: «Художественная литература», 1988. (С.338-348).